# Grupo de Apoyo a Contadora
El Grupo de Apoyo a Contadora, también llamado Grupo de Lima, fue una instancia multilateral establecida en 1985 por los gobiernos de Argentina, Brasil, Perú y Uruguay, con el fin de ampliar la acción multilateral establecida por el Grupo Contadora en 1983, para promover la paz en los conflictos armados de Centroamérica, y en especial Nicaragua, El Salvador y Guatemala.
El 29 de julio de 1985, en Lima, aprovechando el encuentro de presidentes para asistir a la asunción del presidente Alan García, Argentina, Brasil, Perú y Uruguay anunciaron juntos la creación del Grupo de Apoyo a Contadora o Grupo de Lima. Ambos grupos de países juntos fueron conocidos como el Grupo de los Ocho.
Si bien el Grupo Contadora no logró establecer una fórmula de paz aceptable para todas las partes involucradas, sentó los fundamentos para que emergiera dicho plan en los años siguientes El llamado Acuerdo de Paz de Esquípulas surgió de los esfuerzos de Contadora y permitió reformarla completamente la política centroamericana.
Más adelante del Grupo de los Ocho amplió sus preocupaciones a otros problemas de interés regional, abordando la situación de las Islas Malvinas (exhortando a la negociación entre Argentina y Gran Bretaña), la deuda externa y el proteccionismo de los países desarrollados.
A partir de 1990 el Grupo Contadora adoptó el nombre de Grupo de Río.